# Дора Иванова-Мирчева
Дора Иванова-Мирчева (Тодорка Маринова Мирчева) е българска езиковедка, работила в областта на  лексикологията и лексикографията. Член-кореспондент на БАН.

## Биография
Родена е на 18 януари 1920 г. в Шумен. Родителите ѝ са гимназиални учители по български език и литература. През 1938 г. завършва средното си образование в София, а през 1942 г. завършва славянска филология в Софийския университет. Учителства в София и Търговище. През 1946 г. постъпва в БАН като асистент в Службата за български речник. От 1952 г. е научен сътрудник в Секцията за българска лексиология и лексикография към Института за български език, а от 1958 г. е в Секцията за история на българския език в същия институт. През 1965 г. става старши научен сътрудник. От 1971 г. е професор във Великотърновския университет, а от 1981 г. е член-кореспондент на БАН. Между 1976 и 1990 г. е ръководител на секцията, а в периода 1979 – 1989 г. е директор на Института за български език. Преподава във Великотърновския университет „Св. св. Кирил и Методий“ от 1969 до 1976 г. От 2000 г. е доктор хонорис кауза на Великотърновския университет.
Основната ѝ област на изследване е историята на българския книжовен език до Възраждането (IX – XVIII в.). Съавтор е на Речник на съвременния български книжовен език (1955 – 1959). Умира на 25 август 2012 г. в София
Членувала е в редакторските колегии на сп. „Български език“ и „Македонски преглед“ и в Редакционно-издателския съвет при Издателството на БАН. Член на Висшата атестациона комисия. Заслужил деятел на науката (1986), носител на Кирило-Методиевска награда на БАН (1972), на орден „Кирил и Методий“ І степен (1972), орден „Червено знаме на труда“ (1980), наградата „Владимир Георгиев“ на Фонд „1300 години България“ (1987).